# Lutzomyia caprina
Lutzomyia caprina är en tvåvingeart som beskrevs av Osorno-mesa E. A., Morales A., Osorno F. de 1972. Lutzomyia caprina ingår i släktet Lutzomyia och familjen fjärilsmyggor. Inga underarter finns listade i Catalogue of Life.